# Lutherkirche (Bad Kösen)

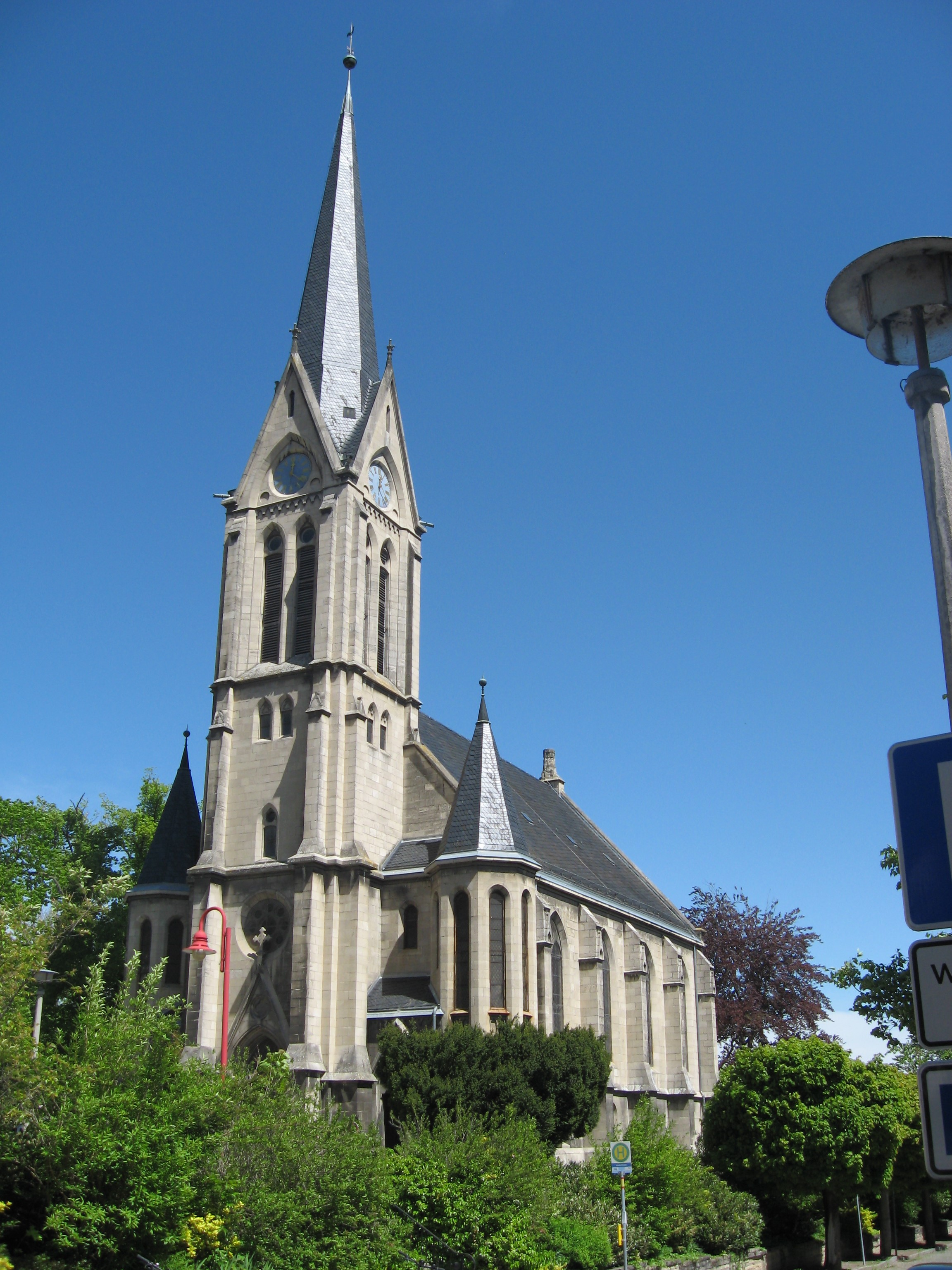
Lutherkirche Bad Kösen (2021)

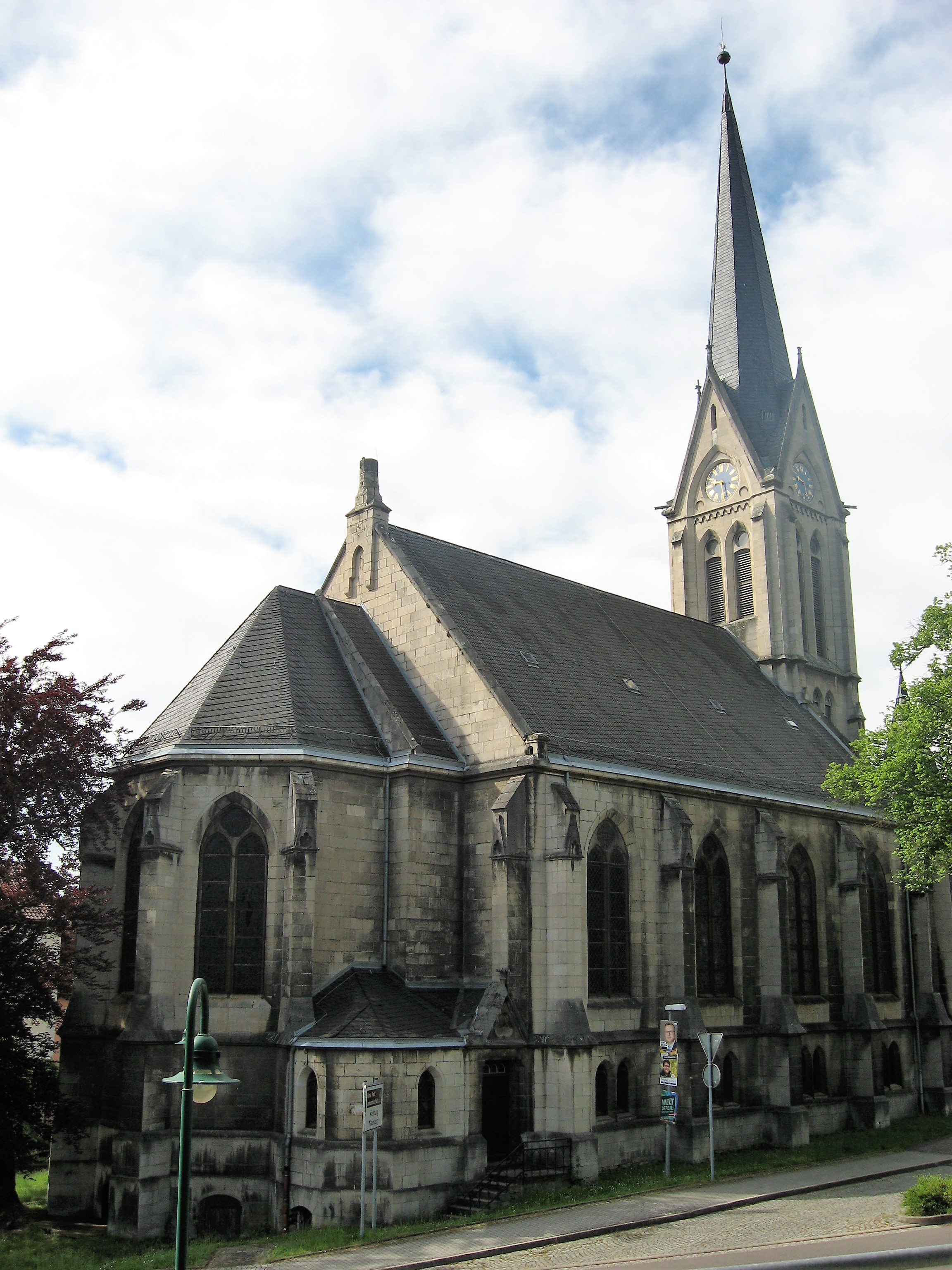
Gesamtansicht

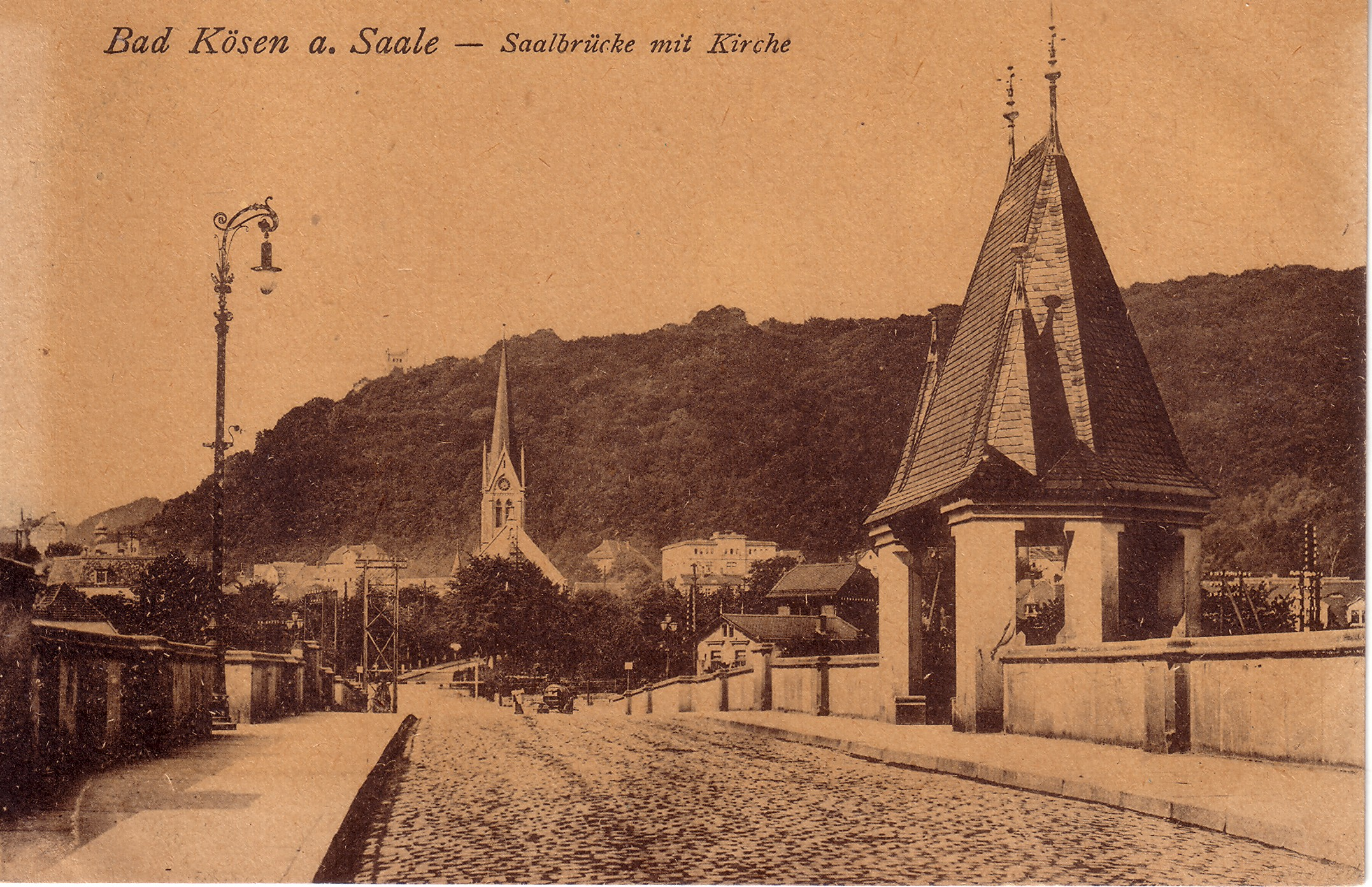
Saalebrücke und Lutherkirche in Bad Kösen (um 1900)

Die Lutherkirche in Bad Kösen ist die Kirche der evangelisch-lutherischen Kirchgemeinde Bad Kösen. Sie trägt den Namen des Reformators Martin Luther und gehört prägend zum Ortsbild.

## Geschichte
Bis 1860 war die Gemeinde Kösen der Pfarre in Schulpforte zugeordnet. Im Ort selbst wurde lediglich 1786 auf dem Platz der späteren Schule ein Friedhof eingeweiht, der 1845 auf das rechte Saaleufer an den heute noch genutzten Standort verlegt und 1873 und 1895 vergrößert wurde. Mit dem zunehmenden Badebetrieb und dem saisonalen Zuzug von Badegästen wuchs das Bedürfnis nach einem eigenen Gotteshaus. 1853 gab es eine erste Eingabe des Kirchenrats an den preußischen König Friedrich Wilhelm IV. mit der Bitte um Zuweisung eines Gnadengeschenks zum Bau einer Kirche in Kösen, die aber unter dem Hinweis auf die bestehende Kirche in Pforte und fehlende Finanzmittel für einen zusätzlichen Geistlichen abgelehnt wurde. Trotzdem wurde bald ein Kirchenbaufonds eingerichtet. 1855 wurden Pläne zum Bau einer Kirche auf dem Platz des alten Friedhofs vorgelegt, ein entsprechender Antrag aber von der Bezirksregierung Merseburg abgelehnt. Das Gleiche galt für den Vorschlag zum Bau neben dem Solschacht.
Gottesdienste fanden daher zunächst nur zweimal jährlich in der Buchenhalle statt. Ab 1858 übernahmen zwei Pfarrer aus Naumburg während der Kursaison abwechselnd sonntägliche Gottesdienste im Zimmereischuppen der Saline.
Einen wesentlichen Schritt hin zum Bau einer eigenen Kirche bildete die Loslösung der Gemeinde Kösen (mit Fränkenau, Kukulau und den Saalhäusern) am 5. Mai 1860, zunächst noch als Filialgemeinde von Pforta, ab 1867 als selbständige Gemeinde unter königlichem Patronat. Für Gottesdienste wurde anfangs der Salinenschuppen hergerichtet. Pforte überließ Kösen bei der Trennung eine Pfarrdotation von 9000 Talern, den Betsaal, das Pfarrhaus (die ehemalige Wohnung des Salinenbuchhalters) und den Friedhof. Erster Pfarrer wurde der Hilfsprediger und spätere Pastor Wilhelm Barthold (bis 1892). Der provisorische Betsaal blieb bis 1894 in Benutzung.

## Gestalt und Ausstattung
Die Lutherkirche entstand als dreischiffiger Sandsteinbau im neugotischen Stil auf dem Platz des ehemaligen Schulhauses nach Plänen des Architekten Friedrich Fahro aus Halle an der Saale und unter der Oberleitung des Königlichen Baurats Werner als Sachverständiger des Kirchengemeinderats. Der Erste Spatenstich erfolgte am 19. September 1892, das Richtfest am 15. November 1893. Zum Erntedankfest am 30. September 1894 wurde die Kirche geweiht und erhielt den Namen des Reformators Martin Luther.
Die bleiverglasten Fenster mit Malereien zu Szenen und Personen aus dem Neuen Testaments wurden nach der Einweihung der neugotischen Lutherkirche in den Jahren 1894 bis 1904 und 1930 mit Hilfe von Spenden Kösener Bürger und Kurgäste von der Firma Franke & Dusberger aus Naumburg angefertigt. 1992 und 1994 wurden sie von der Kunstglaserei Gärlich aus Naumburg dank Fördermitteln und Spenden restauriert.
1951/1952 und 1987–1990 fanden Umbauten und Renovierungen im Innern der Kirche statt. Der Taufstein wurde in den Altarraum versetzt, die Tafeln für die Gefallenen des Ersten Weltkriegs, die Gemälde von Felix Possart und der Baldachin über der Kanzel entfernt.

## Orgel
Die Orgel wurde 1894 von dem Orgelbauer Wilhelm Rühlmann (Zörbig) als Opus 156 erbaut. Das romantisch disponierte Instrument ist bis heute original erhalten; es hat 25 Register auf zwei Manualwerken und Pedal. Es wurde zuletzt in den Jahren 1996/97umfassend restauriert.
| I Hauptwerk C– |                     |        |
| 01.            | Bordun              | 16′    |
| 02.            | Prinzipal           | 08′    |
| 03.            | Gambe               | 08′    |
| 04.            | Doppelflöte         | 08′    |
| 05.            | Hohlflöte           | 08′    |
| 06.            | Oktave              | 04′    |
| 07.            | Flauto harmonique 0 | 04′    |
| 08.            | Quinte              | 02 ⁄3′ |
| 09.            | Oktave              | 02′    |
| 10.            | Cornett III         |        |
| 11.            | Mixtur IV           |        |

| II. Manualwerk C– |                    |     |
| 12.               | Lieblich gedackt 0 | 16′ |
| 13.               | Geigenprinzipal    | 08′ |
| 14.               | Salicional         | 08′ |
| 15.               | Flauto traverso    | 08′ |
| 16.               | Lieblich gedackt   | 08′ |
| 17.               | Gemshorn           | 04′ |
| 18.               | Fugara             | 04′ |
| 19.               | Vox coelestis      | 08′ |
| 20.               | Oboe               | 08′ |

| Pedalwerk C– |           |     |
| 21.          | Subbass   | 16′ |
| 22.          | Violon    | 16′ |
| 23.          | Prinzipal | 08′ |
| 24.          | Cello     | 08′ |
| 25.          | Posaune 0 | 16′ |

- Koppeln: I/I (Suboktavkoppel), II/I, I/P, II/P.
- Spielhilfen: Vier feste Kombinationen

## Geläut
1873 schenkte Kaiser Wilhelm I. der Gemeinde ein dreiteiliges Geläut aus der Bronze eines erbeuteten französischen Geschützes. Die drei Kirchenglocken aus Bronze wurden 1917 als Metallspende des deutschen Volkes zu Rüstungszwecken eingeschmolzen und von einer Stahlglocke ersetzt.
1924 erhielt die Kirche wieder ein dreiteiliges Bronzegeläut, 1941 mussten deren beiden größeren Glocken erneut abgegeben und eingeschmolzen werden.
1951 wurde wieder eine Stahlglocke, 1958 eine weitere Bronzeglocke ergänzt. 1959 wurden die alten Bronzeglocken eingeschmolzen und drei neue in den Tonlagen Gis, H und Cis gegossen.

## Varia
- Das Gotteshaus von Bad Kösen gibt es zweifach: Die Baupläne von Friedrich Fahro wurden fünf Jahre später ebenfalls für die Bonifatiuskirche in Altenbeichlingen verwendet.[5]